# Coppa Sabatini 2024
La 72e édition  de la Coppa Sabatini (Gran Premio città di Peccioli - Coppa Sabatini) est une course UCI ProSeries 2024 de catégorie 1.Pro disputée le 12 septembre 2024 autour de Peccioli dans la province de Pise en Toscane (Italie). 

## Présentation

### Équipes
| WorldTeams (6)- EF Education-EasyPost - UAE Team Emirates - Arkéa-B&B Hotels - Cofidis - Movistar Team - Team Jayco AlUla ProTeams (10)- VF Group-Bardiani CSF-Faizané - Polti Kometa - Bingoal WB - Caja Rural-Seguros RGA - Equipo Kern Pharma - Team Corratec-Vini Fantini - Burgos-BH - Tudor Pro Cycling Team - TDT-Unibet - TotalEnergies Équipe continentale- Work Service-Vitalcare-Dynatek |
| |

## Classement final
| \| Classement général \| Classement général \| Classement général \| Classement général \| Classement général \| \| Coureur \| Coureur \| Pays \| Équipe \| Temps \| \| ------------------ \| ------------------ \| ------------------ \| -------------------------- \| ------------------ \| \| 1er \| Marc Hirschi \| Suisse \| UAE Team Emirates \| 4 h 53 min 00 s \| \| 2e \| Gregor Mühlberger \| Autriche \| Movistar Team \| + 28 s \| \| 3e \| Anders Foldager \| Danemark \| Team Jayco AlUla \| + 28 s \| \| 4e \| Kristian Sbaragli \| Italie \| Team Corratec-Vini Fantini \| + 28 s \| \| 5e \| Axel Huens \| France \| TDT-Unibet \| + 33 s \| \| 6e \| Georg Steinhauser \| Allemagne \| EF Education-EasyPost \| + 58 s \| \| 7e \| Michael Storer \| Australie \| Tudor Pro Cycling Team \| + 1 min 05 s \| \| 8e \| Orluis Aular \| Venezuela \| Caja Rural-Seguros RGA \| + 1 min 05 s \| \| 9e \| Vincenzo Albanese \| Italie \| Arkéa-B&B Hotels \| + 1 min 12 s \| \| 10e \| Alexander Hajek \| Autriche \| Red Bull-Bora-Hansgrohe \| + 1 min 12 s \| |                   |           |                            |                 |
| |                   |           |                            |                 |
| Source : ProCyclingStats |                   |           |                            |                 |
| Classement général |                   |           |                            |                 |
| Coureur | Coureur           | Pays      | Équipe                     | Temps           |
| 1er | Marc Hirschi      | Suisse    | UAE Team Emirates          | 4 h 53 min 00 s |
| 2e | Gregor Mühlberger | Autriche  | Movistar Team              | + 28 s          |
| 3e | Anders Foldager   | Danemark  | Team Jayco AlUla           | + 28 s          |
| 4e | Kristian Sbaragli | Italie    | Team Corratec-Vini Fantini | + 28 s          |
| 5e | Axel Huens        | France    | TDT-Unibet                 | + 33 s          |
| 6e | Georg Steinhauser | Allemagne | EF Education-EasyPost      | + 58 s          |
| 7e | Michael Storer    | Australie | Tudor Pro Cycling Team     | + 1 min 05 s    |
| 8e | Orluis Aular      | Venezuela | Caja Rural-Seguros RGA     | + 1 min 05 s    |
| 9e | Vincenzo Albanese | Italie    | Arkéa-B&B Hotels           | + 1 min 12 s    |
| 10e | Alexander Hajek   | Autriche  | Red Bull-Bora-Hansgrohe    | + 1 min 12 s    |